# 钟楼寺钟楼台基
钟楼寺钟楼台基，位于山东省济南市历下区大明湖街道。是入中华人民共和国山东省省级文物保护单位之一。
2013年，列入第四批山东省文物保护单位，该文物保护单位是一座古建筑。